# Seelbach Hotel
El Seelbach Hilton es un hotel histórico en Louisville, Kentucky, fundado por los hermanos inmigrantes nacidos en Baviera, Louis y Otto Seelbach. Se inauguró en 1905 como el Hotel Seelbach, concebido por los hermanos Seelbach para encarnar la grandeza del Viejo Mundo de los hoteles europeos en ciudades como Viena y París. Para hacerlo, a principios del siglo XX en Louisville, emplearon un diseño del Renacimiento francés en la construcción del hotel. Louis ya era dueño de un restaurante en Louisville cuando su hermano Otto se unió a él desde Alemania alrededor de 1890, formando Seelbach Hotel Co.  La compañía comenzó la construcción del hotel en 1903.
Fue considerado en poco tiempo uno de los mejores hoteles de los Estados Unidos y, a lo largo de su larga historia, fue frecuentado por muchos estadounidenses notables, por ejemplo, F. Scott Fitzgerald, quien se inspiró en el Seelbach para un hotel en El gran Gatsby. Forma parte de la cadena Hilton Hotels & Resorts.

## Historia

### 1869-1924
Louis Seelbach y su hermano Otto emigraron de Frankenthal, Alemania, un pequeño pueblo rural de Baviera. Louis Seelbach llegó a Louisville en 1869 a los 17 años, poco después de llegar a Estados Unidos. Trabajó en la primera Casa Galt durante un tiempo a su llegada, pero tras cumplir 22 años en 1874, se dio cuenta de que tenía mayores ambiciones. Abrió Seelbach Bar & Grill ese mismo año y rápidamente lo convirtió en una empresa floreciente. El éxito del restaurante en la población y la economía en rápida expansión de Louisville permitió a Louis Seelbach traer a su hermano Otto de Alemania para ayudar a abrir el primer hotel Seelbach en 1891 sobre el bar & grill en 6th y Main.

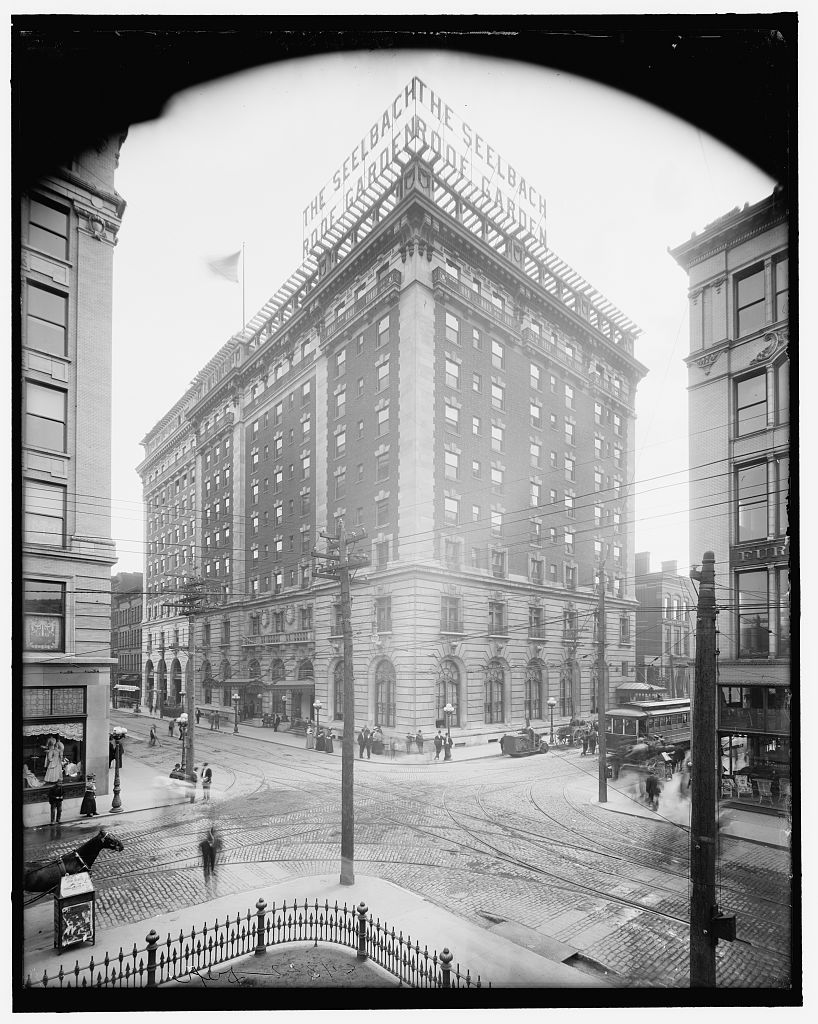
Una foto del Hotel Seelbach y el vecindario circundante en 1910

Los hermanos tenían la intención de construir el primer gran hotel de Louisville: un hotel que reflejara la opulencia de los hoteles europeos. Compraron una propiedad en la esquina de las calles 4th y Walnut (ahora Muhammad Ali Blvd), comenzaron la construcción en diciembre de 1903 y abrieron las puertas el 1 de mayo de 1905, justo a tiempo para el Derby de Kentucky.
El día de la inauguración, más de 25.000 personas visitaron el hotel. El Seelbach organizó una gala esa noche, con cenas en cada una de las 150 habitaciones.  La estructura incorporó mármol de Italia, Alemania y Francia, junto con madera de las Indias Occidentales y Europa.
El hotel atrajo a un gran número de clientes en sus primeros dos años y, afortunadamente, Seelbach Realty Company, formada en 1902 antes de la compra de la propiedad, había estado planeando expandir el hotel desde el día de la inauguración. El 1 de enero de 1907 se inauguró la segunda fase, elevando el número de habitaciones a 500. Los dos pisos inferiores de la estructura de diez pisos estaban revestidos con piedra, mientras que los pisos superiores eran de ladrillo. El trabajo incluyó cerrar el jardín de la azotea para permitir su uso como jardín de invierno.  Este Seelbach nuevo y mejorado recibía regularmente a invitados del Derby de Kentucky.

### 1925-2009
En 1925, Louis, presidente de Seelbach Hotel Co., murió, lo que generó la necesidad de una nueva administración. El 1 de abril de 1926, el empresario Abraham M. Liebling, con sede en Chicago, compró el hotel por aproximadamente 2,5 millones de dólares. En 1929, vendió el hotel a Eppley Hotel Company por 2 millones de dólares. El Sr. Eppley, de Omaha, Nebraska, era dueño de muchos hoteles en todo el Medio Oeste, pero finalmente vendió The Seelbach Hotel y todas sus otras propiedades en 1956 a Sheraton como parte de un trato de $30 millones. Esto convirtió al Seelbach en parte de la segunda venta de hotel más grande en toda la historia de los Estados Unidos. El hotel se convirtió en el Hotel Sheraton-Seelbach, pero su nombre pronto se redujo a sólo el Hotel Sheraton. Sheraton vendió el hotel, junto con otras diecisiete propiedades envejecidas, a Gotham Hotels en 1968 y recuperó su nombre original. Luego de una grave recesión económica nacional en 1975, cerró después de que los propietarios quebraron.

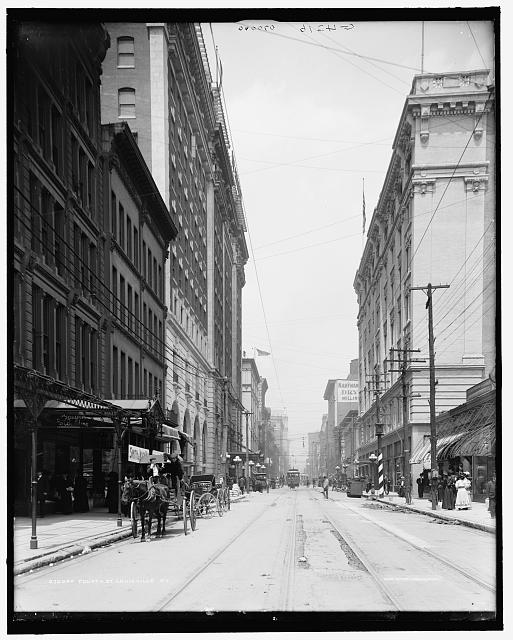
4th St, uno de los cruces en los que se asienta The Seelbach, en 1910

En 1978, el natural de Louisville y actor de televisión de Hollywood, Roger Davis, lo compró el Seelbach. Los trabajos de restauración comenzó a principios de 1979 y continuó hasta la gran reapertura el 12 de abril de 1982. National Hotels Corporation, una subsidiaria de Radisson Hotels y DoubleTree Hotels, administraba la propiedad que había recuperado gran parte de su reputación anterior. 
Cambio de manos varias veces después de su renacimiento. Cuando MeriStar Hospitality Corp compró el hotel en 1998 y se convirtió en The Seelbach Hilton. El Seelbach era, en 2009, propiedad conjunta de Interstate Hotels & Resorts e Investcorp y operaba bajo la bandera de Hilton. En 2009, el hotel terminó una renovación a un costo de $12 millones.

### Impacto en Louisville
En el momento de la construcción, poco más existía en el área alrededor de las calles 4th y Walnut. Cuando los hermanos Seelbach propusieron su proyecto, el alcalde de Louisville dijo: "Nadie vendrá a un hotel tan lejano". Varios otros intentaron desalentar la construcción en propiedades tan alejadas del "centro" de Louisville.  Desde entonces, Louisville se ha expandido y el Seelbach Hotel ha sido durante mucho tiempo uno de los prósperos distritos comerciales y de negocios de la ciudad. Entre las décadas de 1930 y 1960, el Seelbach Hotel incluso ancló un área con las "mejores tiendas" de Louisville.  Aunque estuvo en mal estado durante un tiempo, hoy en día la zona vuelve a ser un bullicioso centro cultural y comercial. El área que rodea el hotel también está llena de otros grandes hoteles que compiten por los huéspedes del área de Louisville. No solo la ciudad ha crecido alrededor del hotel, sino que más propietarios de hoteles se inspiraron para construir en la misma área después de ver el éxito de Seelbach.

## Huéspedes notables

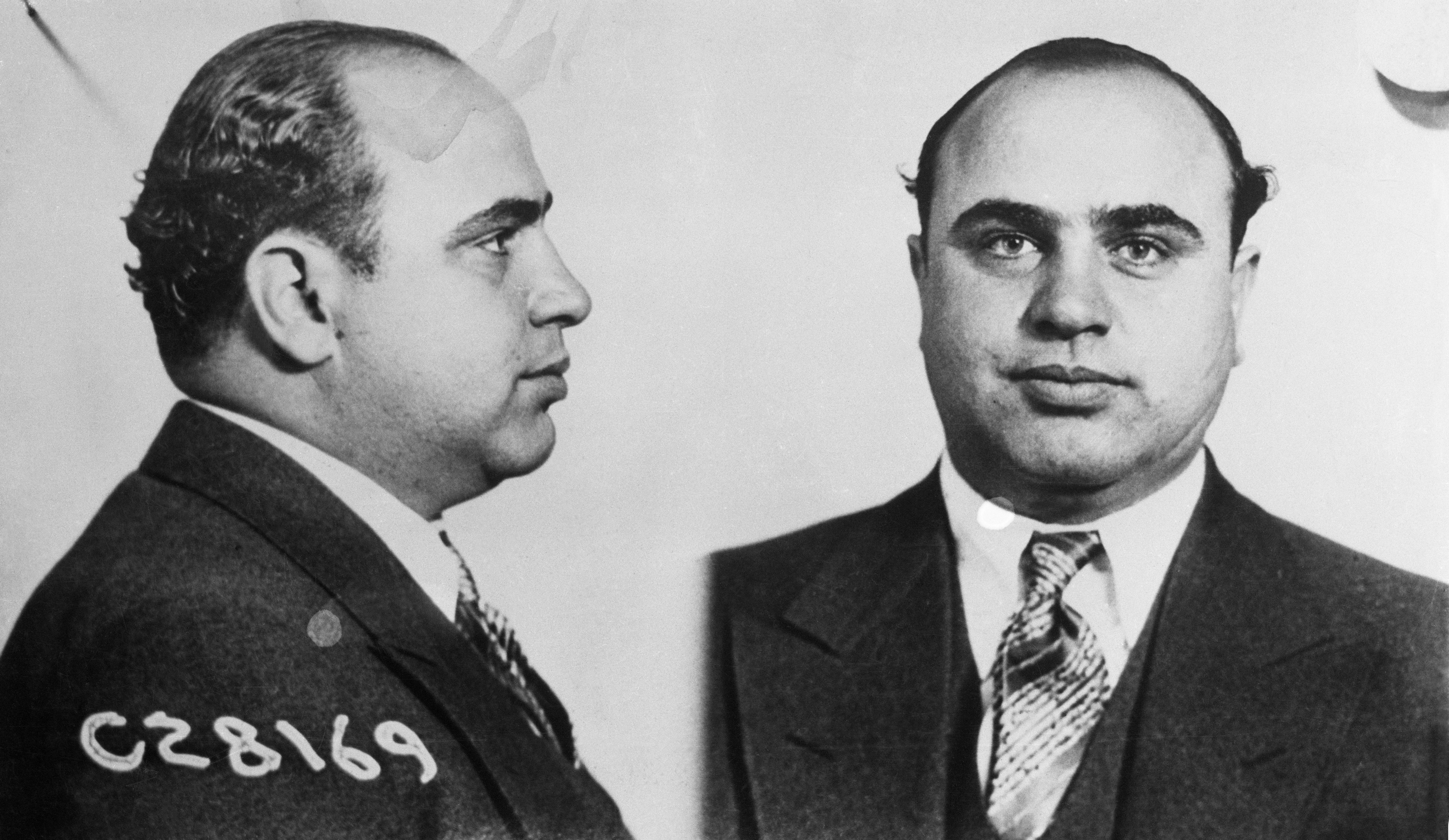
Al Capone, un invitado frecuente de Seelbach

### Presidentes
Muchos presidentes de EE. UU. han optado por pasar tiempo en el hotel mientras estaban en Louisville, incluidos William Howard Taft (1911), Woodrow Wilson (1916), Franklin D. Roosevelt (1938), Harry Truman (1948), John F. Kennedy (1962), Lyndon B. Johnson (1964), Jimmy Carter (década de 1970), Bill Clinton (1998) y George W. Bush (2002).

### Mafiosos
Lucky Luciano, Dutch Schultz y Al Capone —quien era un huésped frecuente del Seelbach— se hospedaban en el hotel, a menudo para juegos de póquer clandestinos. Una historia de la década de 1920 involucra a Al Capone escabulléndose a través de una serie de escaleras y túneles secretos cuando la policía de Louisville interrumpió uno de estos juegos.  El personal del hotel suele estar ansioso por mostrar la habitación de Al Capone (si está desocupada) y contar su historia.

### Otros
The Rolling Stones, Whitney Houston, Elvis Presley, Billy Joel, Robin Williams, Russell Crowe, Julia Child, Wolfgang Puck y Shorty Rossi, Donnie Wahlberg, la personalidad de la telerrealidad de Pit Boss se encuentran entre las celebridades que se han hospedado en el Seelbach. 
F. Scott Fitzgerald frecuentaba el hotel en abril de 1918, mientras se entrenaba para su despliegue en la Primera Guerra Mundial. Sin embargo, una noche después de un caro bourbon y puros, tuvo que ser inmovilizado y expulsado del hotel. Sin embargo, esta experiencia aparentemente no empañó sus recuerdos, ya que más tarde incluyó un hotel ficticio similar al Seelbach como escenario de la boda de Tom y Daisy Buchanan en El gran Gatsby. En esta historia se hace referencia a que Tom "alquiló un piso completo del hotel Mulbach", lo que podría referirse al Grand Ballroom (una vez ubicado en el techo del hotel) o la sala Rathskeller (ubicada en el sótano) donde Fitzgerald a menudo fue al bar. El Seelbach Hilton

## Evaluación

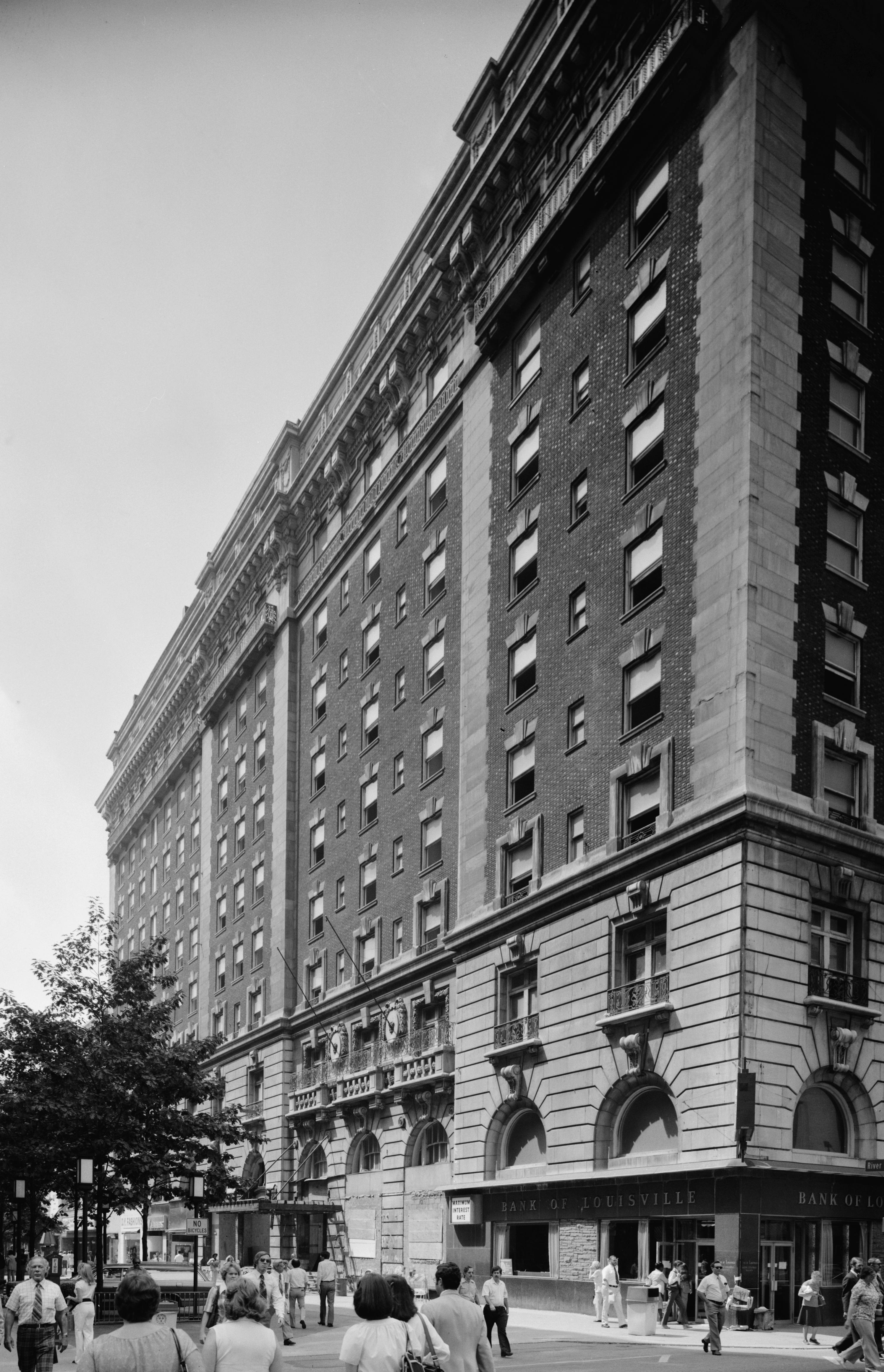
El Seelbach en proceso de restauración en 1979

El hotel aparece en el Registro Nacional de Lugares Históricos y se considera "Hotel histórico de Louisville".

## Comodidades
The Seelbach ofrece a sus huéspedes en Louisville acceso a su restaurante The Oakroom, gimnasio y valet parquin, entre otras características estándar de un hotel de lujo.

### Restaurantes
Los restaurantes incluyen The Oakroom, Gatsby's on Fourth y Starbucks. The Oakroom es el único restaurante ganador del AAA Five Diamond Award de Kentucky, uno de los 44 en la nación mientras que el Rathskellar, decorado con Rookwood Pottery, era un restaurante raro y distintivamente influenciado por el sur de Alemania de Seelbach. Hoy en día, el Rathskeller se utiliza para eventos privados ocasionales. Proveniente del alemán, el término "Rathskeller ", significa "bodega del consejo" y es un nombre común en los países de habla alemana que hace referencia a un bar o restaurante ubicado en el sótano de un ayuntamiento (Rathaus). La palabra "Rath" no tiene nada que ver con la palabra alemana "Ratten" (ratas) como se ha informado erróneamente en algunos casos. Hay un cóctel que lleva el nombre del hotel, llamado The Seelbach, que contiene bourbon, triple sec, dos tipos de amargos y rematado con un vino espumoso brut o champán.

## En el cine
Apareció en The Hustler (1961), The Insider (1999) y The Great Gatsby (2013).